# Vanessa Grasse
Vanessa June S. Grasse (nacida el 27 de junio de 1992) es una actriz inglesa. Sus películas incluyen Leatherface (2017), Open 24 Hours (2018), Astral (2018) y Venice at Dawn (2022).

## Primeros años
Grasse nació en el distrito londinense de Camden. Tiene una hermana mayor. Grasse asistió a la escuela Queenswood en Hatfield y descubrió la actuación por primera vez a través de una obra de teatro escolar. Tomó un curso de teatro en ArtsEd antes de graduarse con una Licenciatura en Literatura Inglesa y Estudios Teatrales de la Universidad de Leeds en 2013.

## Carrera
Grasse interpretó a Melody Lanson en la película para televisión Roboshark de Syfy de 2015. A esto le siguieron papeles en las películas de terror Leatherface en 2017 como Elizabeth "Lizzy" White y Open 24 Hours y Astral en 2018 como Mary y Alyssa Hodge respectivamente.
En 2020, Grasse interpretó a Nell Lewis en la película para televisión de Channel 5 Agatha and the Midnight Murders y a Jodie en la segunda serie del procedimiento policial Bulletproof de Sky One. Apareció en la comedia romántica de Netflix de 2021 A Castle for Christmas y en la película independiente de 2022 Venice at Dawn. Tuvo el papel de Vatra, una leal a Darkling, en la segunda temporada de la serie de fantasía de Netflix Sombra y hueso.

## Filmografía

### Cine
| Año  | Título                  | Papel                   | Notas               |
| ---- | ----------------------- | ----------------------- | ------------------- |
| 2017 | Leatherface             | Elizabeth "Lizzy" White |                     |
| 2018 | It Came from the Desert | Lisa                    |                     |
| 2018 | Open 24 Hours           | Mary                    |                     |
| 2018 | Astral                  | Alyssa Hodge            |                     |
| 2020 | Glia                    | Beth Hudson             |                     |
| 2020 | Grounds                 | Annie Desmond           | Cortometraje        |
| 2021 | A Castle for Christmas  | Lexi Brown              | Película de Netflix |
| 2022 | Venice at Dawn          | Sarah                   |                     |

### Televisión
| Año  | Título                          | Papel         | Notas                  |
| ---- | ------------------------------- | ------------- | ---------------------- |
| 2015 | Roboshark                       | Melody Lanson | Película de televisión |
| 2020 | Bulletproof                     | Jodie         | 3 episodios            |
| 2020 | Agatha and the Midnight Murders | Nell Lewis    | Película de televisión |
| 2023 | Sombra y hueso                  | Vatra         | 2 episodios            |